# Straight on Till Morning
Pour plus de détails, voir Fiche technique et Distribution.
Straight on Till Morning est un film d'angoisse britannique réalisé par Peter Collinson, sorti en 1972.  

## Synopsis
Brenda Thompson est une jeune femme rêveuse et timide qui cherche l'homme de sa vie. Quittant Liverpool pour la capitale, elle trouve un travail de vendeuse dans une boutique et devient co-locataire auprès de Caroline, qui décide de la prendre sous son aile. Elle fait alors la connaissance de Peter Clive, un étrange jeune homme qui s'avère être un psychopathe ...

## Fiche technique
- Réalisateur : Peter Collinson
- Producteur : Michael Carreras
- Scénariste : John Peacock
- Musique : Roland Shaw
- Montage : Alan Patillo
- Photographie : Brian Probyn
- Studio	Hammer films Productions
- Pays de production :  Royaume-Uni
- Date de sortie : 9 juillet 1972
- Durée : 96 minutes

## Distribution
- Rita Tushingham : Brenda Thompson
- Shane Briant : Peter Clive
- James Bolam : Joey
- Katya Wyeth : Caroline
- Annie Ross : Liza
- Tom Bell : Jimmy Lindsay
- Clare Kelly : Margo Thompson
- Harold Berens : Monsieur Harris
- Tommy Godfrey : Monsieur Godfrey